# 五藤光学研究所・マークX
マークX（マークえっくす）とは五藤光学研究所が製造していた赤道儀式架台で、使用目的に合わせてパーツを自由に組み合わせることができるシステム望遠鏡の先駆けとして1976年に発売された。
精度が高く、また高精度メタルの中空軸に極軸を挿入するなど耐寒設計され気温が摂氏-20度でもスムーズに作動する。外装色がメタリックブルーだったことは衝撃を与え、すでに製造中止となって久しいが未だ人気がある。
8cm屈折鏡筒は微光天体用のF8.25、万能のF12.5、月惑星用のF15の3種類が揃えられていた。

## システムの概要
MX-3 架台、MX-1 ベースモデル、MX-2 赤緯軸、MX-7 汎用軸、屈折用筒受、MX-4 観測装置取付板、MX-8 L型取付板等の接続部分は全て共通で、M5×16ミリメートル（以降mm）のステンレスキャップボルト4本をナット座ピッチ直径86mmで使用して固定する。雌ネジ部分には超硬質ヘリサートスクリューを埋め込んであり度重なる分解組み立てにも対応している。
「MX-1 ベースモデル+MX-4 観測装置取付板+MX-20 減速微動装置」の最小構成を一般写真用三脚に載せるとポータブル赤道儀として天体写真撮影の遠征に携行することができる。

## パーツ一覧
- MX-1 ベースモデル - 赤経軸。極軸ファインダーを内蔵する[5][6][1][2]。MX-2 赤緯軸を取り付ける箇所はMX-7 汎用軸やMX-4 観測装置取付板も装着可能[5][6][1][2]。MX-3 架台に載せる他、一般の写真用三脚にも搭載できる。内蔵される極軸ファインダーのパターンは2050年まで対応している。北斗七星又はカシオペヤ座のどちらかが見えていれば簡単かつ迅速に精度の高いセットが可能である[4]。
- MX-2 赤緯軸 - MX-1 ベースモデルに載せ、筒受、MX-4 観測装置取付板、MX-8 L型取付板等を取りつける[5][6][1][2]。
- MX-3 架台 - MX-1 ベースモデルを三脚に載せる[5][6][1][2]。水平は粗動のみでクランプ付き。上下角の調整は微動あり。
- MX-4 観測装置取付板 - MX-2 赤緯軸またはMX-1 ベースモデルに取りつける[5][6][1][2]。写真雲台やMX-30 3cmガイドスコープ、MX-31 3cmガイドスコープII型等を載せる他、MX-70 10cmマクストーフ鏡筒やMX-60 12.5cm用筒受を取りつける際にも必要[5][6][1][2]。
- MX-5 南天用極軸ファインダー[5][6][1] - 南半球で極軸を合わせる際に使用する。
- MX-7 汎用軸[4] - 赤緯軸の一種だが両側に筒受またはMX-8 L型取付板を取り付けられる。
- MX-8 L型取付板[4] - 筒受の代わりに、またはMX-7 汎用軸の片側に装着し観測機材を搭載する。
- MX-10 バランスウェイト[5][6][1][2] - バランスを取るのに使用する。3.3キログラム（以降kg）。軸径はφ18mm。
- MX-11 補助バランスウェイト[4]
- MX-20 減速微動装置[5][6][1][2] - 鏡筒のピントノブまたはMX-1 ベースモデルの赤経微動に取りつけ微調整を可能とする。MX-1 ベースモデルに取り付けた場合はステッカーの数字が秒数表示になり、ガイドする焦点距離によって決まる許容範囲の間隔以上の頻度で微動することで簡易ガイドが可能になる。
- MX-22 カーアダプター[5][6][1][2] - 自動車のシガーライターソケットよりMX-26 モータードライブDC、MX-27 モータードライブP型、MX-28 コメットトラッカーに電源を供給する。
- MX-23 ACアダプター
- MX-24 ACアダプターII[5][6][1][2] - 家庭用コンセントよりMX-26 モータードライブDC、MX-27 モータードライブP型、MX-28 コメットトラッカーに電源を供給する。
- MX-25 モータードライブAC - モータードライブ。電源はAC100V、50Hz用と60Hz用がある。
- MX-26 モータードライブDC[5][6][1] - 水晶発振制御のモータードライブ。電源はDC12V。逆転、停止、恒星時、倍速、5倍速の駆動が可能。
- MX-27 モータードライブP型[2] - 基本的な機能に限定したモータードライブ。ウォーム軸に取り付ける側を変更することで南半球でも使用可能。コントロールボックスの「FAST」で2倍速、「STOP」で停止する。電源は単一電池8本。
- MX-28 コメットトラッカー[2] - 追尾速度を変更できる両軸モータードライブ。移動天体追尾モードにすると例えば彗星の自動追尾が可能。
- MX-30 3cmガイドスコープ[5][6]
- MX-31 3cmガイドスコープII型[1][2] - MX-30 3cmガイドスコープに微動がついた改良型。
- MX-40 6.5cm用筒受 - 6.5cm鏡筒用鏡筒バンド[5][1]。φ80mm。
- MX-41 6.5cmアクロマートF15[5][6][1][2] - 対物レンズは有効径65mm焦点距離1,000mmのアクロマート。鏡筒外径φ80mm。
- MX-45 屈折用ユニバーサル筒受[5][6][1][2]
- MX-50 8cm用筒受 - 8cm鏡筒用鏡筒バンド[5][6][1][2]。φ95mm。
- MX-51 8cmアクロマートF15[5][6][1][2] - 対物レンズは有効径80mm焦点距離1,200mmのアクロマート。鏡筒外径φ95mm。
- 8cm2枚玉スーパーアポ - 対物レンズ前玉にEDレンズを使用したアポクロマート[2]。鏡筒外径φ95mm。
  - MX-52 8cm2枚玉スーパーアポF12.5[5]（1976年発売） - 対物レンズは有効径80mm焦点距離1,000mm。
  - MX-53 8cm2枚玉スーパアポF15[5]（1976年発売） - 対物レンズは有効径80mm焦点距離1,200mm。
- MX-54 8cm螢石スーパーアポF15[5] - 対物レンズに蛍石レンズを使用した有効径80mm焦点距離1,200mm。鏡筒外径φ95mm。
- MX-55 8cm3枚玉スーパーアポF15[5] - 対物レンズは有効径80mm焦点距離1,200mmのアポクロマート。鏡筒外径φ95mm。
- 8cm標準アポ - ファインダーは9×30。鏡筒外径φ95mm。「標準」とはカール・ツァイスのアポクロマートの色収差補正に遜色のない補正がなされているとの意[5][6]。
  - MX-56A 8cm標準アポF8.25[5] - 対物レンズは有効径80mm焦点距離660mm。
  - MX-56B 8cm標準アポF12.5[5] - 対物レンズは有効径80mm焦点距離1,000mm。
  - MX-56C 8cm標準アポF15[5] - 対物レンズは有効径80mm焦点距離1,200mm。
- 8cmセミアポ - 鏡筒外径φ95mm。セミアポクロマート。
  - MX-57A 8cmセミアポF8.25[5] - 対物レンズは有効径80mm焦点距離660mm。
  - MX-57B 8cmセミアポF12.5[5] - 対物レンズは有効径80mm焦点距離1,000mm。
  - MX-57C 8cmセミアポF15[5] - 対物レンズは有効径80mm焦点距離1,200mm。
- 8cmEDアポ - 8cm2枚玉スーパーアポの後継で、前玉に異常分散性を持つクルツフリントガラスとEDガラスを組み合わせた2枚玉アポクロマートで、EDレンズが後ろ玉になったことで格段に耐候性が上がった[2]。ファインダーは9×30。鏡筒外径φ95mm。
  - MX-58 8cmEDアポF8.25[1] - 対物レンズは有効径80mm焦点距離660mm。
  - MX-59 8cmEDアポF12.5[1] - 対物レンズは有効径80mm焦点距離1,000mm。
- MX-60 12.5cm用筒受[5][6][1] - MX-4 観測装置取付板が必要。φ170mm。
- MX-61 12.5cmF8反射[5][6][1][2] - 有効径125mm焦点距離1,000mmのニュートン式望遠鏡鏡筒。ソーラープロミネンスアダプター、太陽投影板は使用できない[5][6][1][2]。鏡筒外径φ170mm。
- MX-62 12.5cm反射用ガイディングテレスコープ[5][6][1][2]
- MX-70 10cmマクストーフ鏡筒[5][6][1] - 有効径100mm焦点距離1,450mm[7]のマクストフカセグレン式望遠鏡鏡筒。ファインダーは6×18[7][8]。筒受を使用せずMX-4 観測装置取付板を介して搭載する[5][6][1]。ソーラープロミネンスアダプター、太陽投影板は使用できない[6][1][2]。副鏡が焼けてしまうため太陽観測はできない[7]。現在では入手困難になっている。
- MX-80 三脚（長） - 全長125cm。載物台付き直脚[5][6][1][2]。
- MX-81 三脚（短） - 全長85cm。載物台付き直脚[5][6][1][2]。
- MX-85 鉄柱ピラー（反射用） - 高さ70cm。載物台付き[5][6][1][2]。
- MX-86 鉄柱ピラー（屈折用） - 高さ120cm。載物台付き[5][6][1][2]。
- MX-90 キャリングケース - MX-1 ベースモデル、MX-4 観測装置取付板、モータードライブ、バッテリー、写真雲台等を入れて運搬できるクッション入りアルミケース。